# Chiretolpis melanoxantha
Chiretolpis melanoxantha är en fjärilsart som beskrevs av George Francis Hampson 1911. Chiretolpis melanoxantha ingår i släktet Chiretolpis och familjen björnspinnare. Inga underarter finns listade i Catalogue of Life.